# John Hope
John Hope (1725-1786) foi um cirurgião e botânico escocês.

## Biografia
Nasceu em Edimburgo a 10 de maio de 1729, filho do cirurgião Robert Hope e neto do Lord Raneillour Archibald Hope, um jurista do Colégio de Justiça, segundo filho de Sir Thomas Hope, primeiro barão. Foi educado em Dalkeith, logo estudou medicina na Universidade de Edimburgo. Estudou botânica na França e logo retornou à Escócia, graduando-se na Universidade de Glasgow, em 1750. Durante a década seguinte fez prática médica, dando atenção à botânica em seu tempo livre. Sucedeu a Charles Alston, em 1760, como botânico real e como professor de botânica e de matéria médica na Universidade de Edimburgo. Entretanto, Hope viu sua responsabilidade em matéria médica como uma ameaça ao seu trabalho na botânica e, portanto, se esforçou para que a cátedra fosse dividida em partes. Hope se converteu em professor de medicina e botânica e criou uma cátedra separada para matéria médica. Faleceu em 1786.
Em 1763, foi exitoso em combinar os jardins e coleções no Hospital Trinity e Holyrood. Também teve êxito a obtenção de um fundo permanente para o jardim botânico. Apesar de ter publicado poucos artigos, fez muitos experimentos fisiológicos. Foram descobertos muitos anos após sua morte alguns manuscritos inéditos. Eram informes para seu ensino.

## Abreviatura
A abreviatura Hope se emprega para indicar a John Hope como autoridade na descrição e clasificação científica dos vegetais.